# 肇嘉浜路

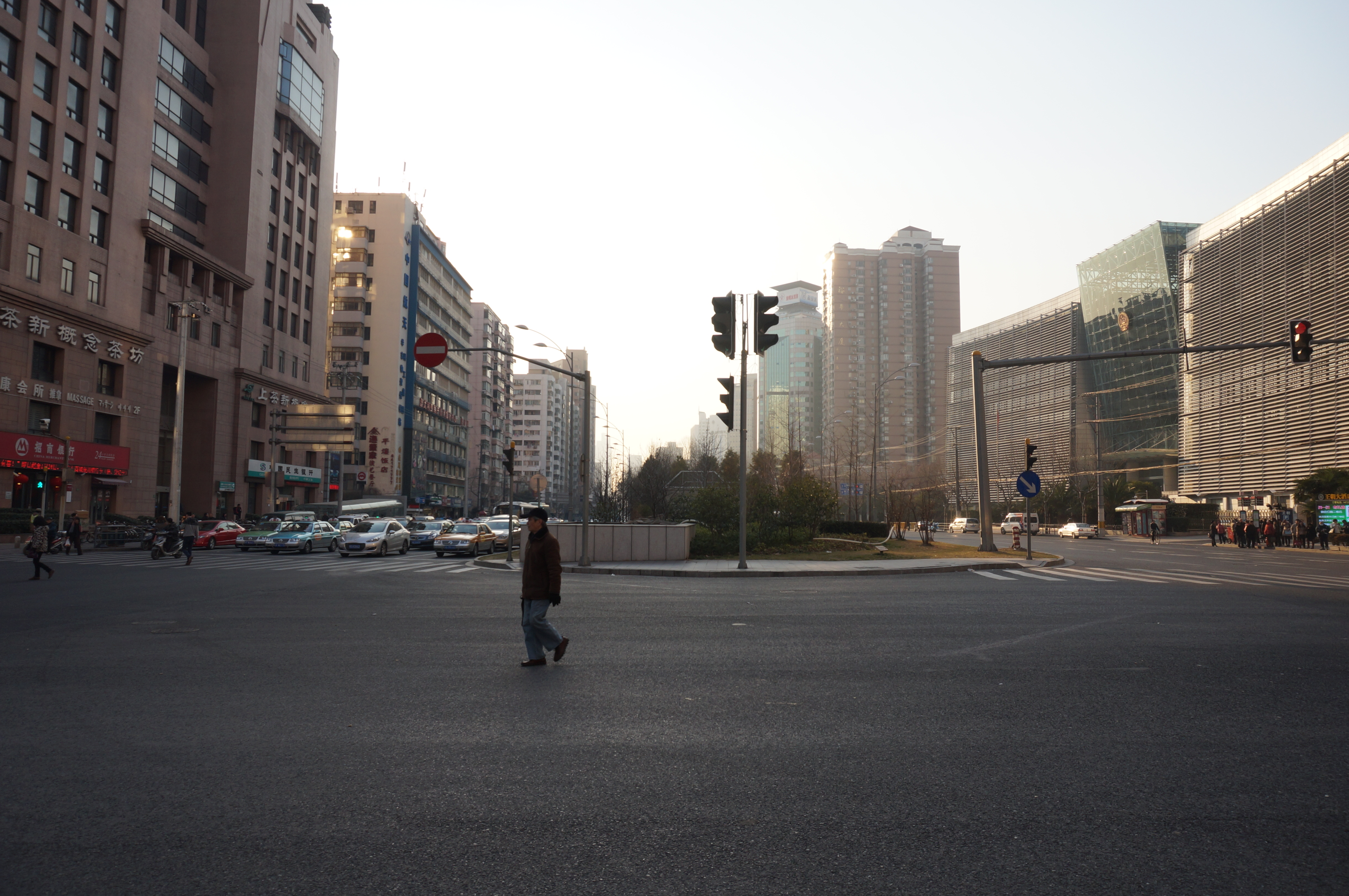
肇嘉浜路嘉善路以西街景

肇嘉浜路，上海市徐汇区主要交通干道之一，东起瑞金二路接徐家汇路，西至漕溪北路、衡山路、华山路口接虹桥路，路宽63米，中有宽21米的绿化带，并有步行小径，是上海著名的景观道路，南侧道路长2,946米，北侧道路长2,986米。
肇嘉浜（肇嘉滨）原是上海地区一条东西走向的通航河流，原河道从黄浦江上溯进入大东门，穿越上海县城，出老西门，斜向西南至斜桥，向西经过卢家湾、打浦桥、徐家汇，可以向西通往松江府城。20世纪初，上海县城以东部分填筑成白渡路，城内部分填筑成肇嘉路（今复兴东路一部分）。以后，肇嘉浜已经缩减到打浦桥日晖港以西到徐家汇的河道，作为上海法租界和华界的分界线，路北有法租界修筑的徐家汇路，路南是中国政府修筑的斜徐路，均从斜桥直抵徐家汇。浜边形成棚户区，环境极差。
1954年，上海市人民政府开始治理肇嘉浜。经过3年治理，肇嘉浜全线填平，两侧的徐家汇路和斜徐路合并，成为上海市南部地区东西向交通大动脉，原河边居民1704户迁入漕溪新村，耗资754万元人民币。
肇嘉浜路修筑以后，造成日晖港以东到斜桥之间残存的徐家汇路和斜徐路名不副实的情形：既不靠近徐家汇，也不直接通达徐家汇。

## 机构
- 上海市高级人民法院  肇嘉浜路308号（襄阳南路口东北角）

## 交汇道路
- 瑞金二路
- 陕西南路
- 大木桥路
- 襄阳南路
- 太原路
- 小木桥路
- 岳阳路
- 枫林路
- 乌鲁木齐南路
- 东安路
- 高安路
- 吴兴路
- 宛平路-宛平南路
- 天平路
- 天鈅桥路
- 漕溪北路-衡山路-华山路